# Lagartixa-tokay
A lagartixa-tokay (Gekko gecko) é uma espécie de lagartixa que vive em árvores.

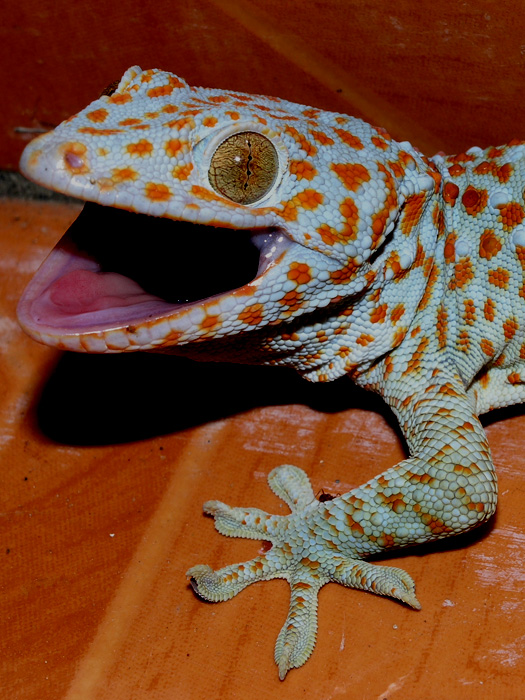
Tokay gecko